# 中閉伊郡

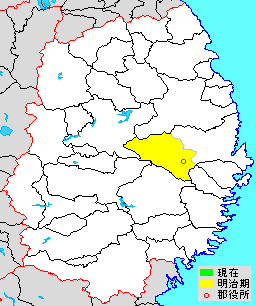
岩手県中閉伊郡の範囲

中閉伊郡（なかへいぐん）は、岩手県にあった郡。

## 郡域
明治12年（1879年）に行政区画として発足した当時の郡域は、宮古市の一部（夏屋・箱石・川井・江繋・小国以西）にあたる。

## 歴史

### 郡発足までの沿革
- 幕末時点では陸奥国に所属し、全域が盛岡藩領であった。「旧高旧領取調帳」に記載されている、閉伊郡のうち後の本郡域の明治初年時点での村は以下の通り。（13村）

小国村、江繋村、泉沢村、古田村、川井村、川内村、夏屋村、片巣村、箱石村、鈴久名村、田代村（現・宮古市区界）、門馬村、平津戸村
- 明治元年12月7日（1869年1月19日）
  - 陸奥国の分割により、陸中国の所属となる。
  - 盛岡藩が戊辰戦争後の処分により、領地を没収される。後の中閉伊郡11村（小国村、江繋村以外）が信濃松本藩取締地となり、花巻県を称する[1]。後の中閉伊郡2村が信濃松代藩取締地となり、盛岡県（第1次）を称する[1]。
- 明治2年
  - 8月7日（1869年9月12日） - 盛岡県（第1次）の区域をもって江刺県を設置。
  - 8月18日（1869年9月23日） - 花巻県が江刺県に編入。
- 明治4年11月2日（1871年12月13日） - 第1次府県統合により盛岡県（第3次）の管轄となる。
- 明治5年1月8日（1872年2月16日） - 盛岡県（第3次）が岩手県に改称。
- 明治9年（1876年） - 泉沢村が江繋村に合併。（12村）
- 明治11年（1878年）11月26日 - 郡区町村編制法の岩手県での施行により、行政区画としての閉伊郡が発足。

### 郡発足以降の沿革
- 明治12年（1879年）1月4日 - 閉伊郡が分割し、川井村ほか12村の区域をもって中閉伊郡が発足。郡役所が川井村に設置。

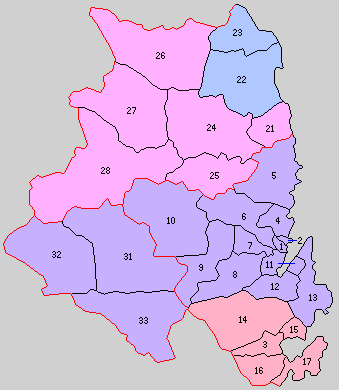
31.川井村 32.門馬村 33.小国村（紫：宮古市 1 - 17は東閉伊郡 21 - 28は北閉伊郡）

- 明治22年（1889年）4月1日 - 町村制の施行により、以下の各村が発足。全域が現・宮古市。（3村）

  - 川井村 ← 川井村、片巣村、川内村、鈴久名村、夏屋村、箱石村、古田村
  - 門馬村 ← 門馬村、田代村、平津戸村
  - 小国村 ← 小国村、江繋村
- 明治30年（1897年）4月1日 - 郡制の施行により、中閉伊郡・北閉伊郡・東閉伊郡の区域をもって下閉伊郡が発足。同日中閉伊郡廃止。

### 変遷表
| 明治以前 | 明治初年 - 明治11年 | 明治12年 1月4日 中閉伊郡発足 | 明治22年 4月1日 町村制施行 | 明治29年 4月1日 下閉伊郡発足 | 現在   |
| -------- | ------------------- | ---------------------------- | -------------------------- | ---------------------------- | ------ |
| 川井村   | 川井村              | 川井村                       | 川井村                     | 下閉伊郡 川井村              | 宮古市 |
| 片巣村   | 片巣村              | 片巣村                       | 川井村                     | 下閉伊郡 川井村              | 宮古市 |
| 川内村   | 川内村              | 川内村                       | 川井村                     | 下閉伊郡 川井村              | 宮古市 |
| 鈴久名村 | 鈴久名村            | 鈴久名村                     | 川井村                     | 下閉伊郡 川井村              | 宮古市 |
| 夏屋村   | 夏屋村              | 夏屋村                       | 川井村                     | 下閉伊郡 川井村              | 宮古市 |
| 箱石村   | 箱石村              | 箱石村                       | 川井村                     | 下閉伊郡 川井村              | 宮古市 |
| 古田村   | 古田村              | 古田村                       | 川井村                     | 下閉伊郡 川井村              | 宮古市 |
| 小国村   | 小国村              | 小国村                       | 小国村                     | 下閉伊郡 小国村              | 宮古市 |
| 江繋村   | 明治9年 江繋村      | 江繋村                       | 小国村                     | 下閉伊郡 小国村              | 宮古市 |
| 泉沢村   | 明治9年 江繋村      | 江繋村                       | 小国村                     | 下閉伊郡 小国村              | 宮古市 |
| 門馬村   | 門馬村              | 門馬村                       | 門馬村                     | 下閉伊郡 門馬村              | 宮古市 |
| 田代村   | 田代村              | 田代村                       | 門馬村                     | 下閉伊郡 門馬村              | 宮古市 |
| 平津戸村 | 平津戸村            | 平津戸村                     | 門馬村                     | 下閉伊郡 門馬村              | 宮古市 |